# Liste des routes du Rwanda
Cet article liste les routes du Rwanda,,,.

## Routes nationales
| Numéro          | Parcours                                                             | Longueur (km) |
| --------------- | -------------------------------------------------------------------- | ------------- |
| NR1             | Kigali-Muhanga-Nyanza-Huye-Akanyaru                                  | 157,839       |
| NR2             | Kigali- Musanze-Rubavu                                               | 150,015       |
| NR3             | Kigali-Rukoma-Gatuna                                                 | 78,010        |
| NR4             | Kigali-Rwamagana-Kayonza-Rusumo                                      | 169,339       |
| NR5             | Kicukiro - Nyamata - Nemba                                           | 61,980        |
| NR6             | Ngoma-Sake-Ramiro-Kibugabuga -Ruhuha- Gasoro- Nyanza-Gitwe           | 144,157       |
| NR7             | Rugobagoba - Kinazi - Ruhango-Gitwe- Buhanda-Kirinda-Birambo-Karongi | 111,606       |
| NR8             | Nyamiyaga-Gisagara-Akanyaru Bas                                      | 90,720        |
| NR9             | Huye-Kibeho-Ndago-Munini-Bitare                                      | 77.236        |
| NR10            | Huye -Nyamagabe-Kitabi- Buhinga                                      | 115.274       |
| NR11            | Ruhwa-Bugarama-Rusizi-Buhinga-Karongi- Rusiro-Rubavu                 | 270.406       |
| NR12            | Kitabi-Musebeya-Gishyita                                             | 83.759        |
| NR13            | Musebeya-Kaduha-Buhanda-Kirengeri                                    | 68.915        |
| NR14            | Nyamagabe-Rukondo-Musange-Mukungu-Gasenyi-Kibuye                     | 112.240       |
| NR15            | Muhanga - Nyange-Rubengera                                           | 61.454        |
| NR16            | Muhanga - Ngororero-Kabaya-Mukamira                                  | 98.764        |
| NR17            | Cyakabili - Nyabikenke - Musanze - Cyanika                           | 123.603       |
| NR18            | Musanze-Kinigi-Kabatwa-Busasamana                                    | 94.046        |
| NR19            | Base-Kiruri - Miyove-Kisaro-Gicumbi - Nyagatare-Ryabega              | 141.897       |
| NR20            | Kiruri-Butaro                                                        | 36.368        |
| NR21            | Kidaho-Butaro-Kivuye-Gicumbi                                         | 74.872        |
| NR22            | Maya-Rushaki-Kiyombe-Karama-Buziba- Rwempasha-Kizinga                | 83.478        |
| NR23            | Rwesero - Rwankuba-Kiramuruzi                                        | 51.155        |
| NR24            | Kayonza - Kiramuruzi-Kabarore-Gabiro - Kagitumba                     | 116.261       |
| NR25            | Rukara-Murundi-Mwiri - Rwinkwavu - Nyankora-Nasho-Mpanga-Nyamugali   | 116.261       |
| Longueur totale | Longueur totale                                                      | 2748.835      |
| Sources :       |                                                                      |               |